# أم عقلة مراونة (الهايي)
أم عقلة مراونة (بالفارسية: ام‌عگله مراونه) هي قرية وتقع في إيران في قسم الهايي الريفي.